# 蘇打斯普林斯 (加利福尼亞州門多西諾縣近布恩維爾)
蘇打斯普林斯（英語：Soda Springs）是位於美國加利福尼亞州門多西諾縣的一個非建制地區。該地的面積和人口皆未知。

## 地理
蘇打斯普林斯的座標為39°01′27″N 123°18′57″W / 39.02417°N 123.31583°W，而該地的平均海拔高度為423米（即1388英尺）。